# Hvang Szonmi
Hvang Szonmi (hangul: 황선미, handzsa: 黃善美, RR: Hwang Seon-mi; 1963–) dél-koreai író, legismertebb műve a Rügy – A tyúk, aki repülésről álmodott (hangul: 마당을 나온 암탉, Madangul naon amthalk, RR: Madangeul naon amtalk; „A tyúk, aki elhagyta a tyúkólat”) című állatmese, melyből Dél-Korea valaha volt legsikeresebb animációs filmjét forgatták A tyúk, aki repülésről álmodott címmel.

## Élete és pályafutása
1963-ban született öt gyermek közül a másodikként. Családja szegény volt, édesapja építőmunkésként és gazdálkodóként is dolgozott. A család nem engedhette meg magának a gyerekek taníttatását, így Hvang (Hwang) csak úgy jutott könyvekhez, hogy a tanárától megkapta az osztály kulcsát. Később letette a vizsgáit, egyetemre ment és kreatív írásból diplomázott.
Hvang (Hwang) a Szöuli Művészeti Intézet irodalom tanszékének adjunktusa. Írói pályafutása 1995-ben kezdődött, azóta mintegy félszáz könyve jelent meg. Legismertebb munkája a Madangul naon amthalk (마당을 나온 암탉, „A tyúk, aki elhagyta a tyúkólat”, Madangeul naon amtalk), melyből animációs film, képregény, musical és színmű is készült. A 2000-ben kiadott könyv azóta is bestsellerlistás, több mint kétmillió példányban kelt el és 27 nyelvre fordították le. A történetet édesapja szenvedéssel teli élete inspirálta.
Az írónő ezen túl leginkább fantasyműveiről ismert, 2001-ben elnyerte az SBS Media Literary Awardot, 2003-ban pedig a Sejong Children's Literature Prize díjat.

## Válogatott művei
- Nappun orini phjo (나쁜 어린이 표, Nappeun eorini pyo), 1999
- Madangul naon amthalk (마당을 나온 암탉, Madangeul naon amtalk), 2000
  - Magyar kiadás: Rügy. A tyúk, aki repülésről álmodott, ford. Szabó T. Anna; Athenaeum, Bp., 2014 ISBN 9789632933580
- Tulkhigo siphun pimil (들키고 싶은 비밀, Deulkigo sipeun bimil), 2001
- Kvaszuvonul csomnjonghara (과수원을 점령하라, Gwasuwoneul jeomnyeonghara), 2003
- Todecshe non mvoga tvel koni? (도대체 넌 뭐가 될 거니?, Dodaeche neon mwoga dwel geoni?), 2009
- Sinnage csajuropke ppong (신나게 자유롭게 뻥, Sinnage jayuropge ppeong), 2013

## Fordítás
- Ez a szócikk részben vagy egészben  a   Hwang Sun-mi című angol Wikipédia-szócikk ezen változatának fordításán alapul.  Az eredeti cikk szerkesztőit annak laptörténete sorolja fel. Ez a jelzés csupán a megfogalmazás eredetét és a szerzői jogokat jelzi, nem szolgál a cikkben szereplő információk forrásmegjelöléseként.